# Rapain Klanac
Rapain Klanac (serb. Рапаин Кланац) – wieś w Chorwacji, w żupanii licko-seńskiej, w gminie Brinje. W 2011 roku liczyła 20 mieszkańców.